# アムタス
株式会社アムタス（英: Amutus Corporation）は、スマートフォンとPC向けのコンテンツ配信などのサービスを行う日本の企業。

## 概要
2013年10月1日にインフォコム株式会社のネットビジネス事業本部より分社化し設立された。日本最大規模の電子書籍配信サービスであるめちゃコミックは2016年11月に10周年を迎えた。

## 社名の由来
楽しみ（amusement）にプラスする、楽しみをプラスするという意味の造語。「なくても生きていける。でも、あったら毎日が潤う。そんな“楽しいひととき”を提供することで、より豊かな社会づくりに貢献したい。」という想いを表現する。

## 沿革
- 2013年
  - 4月 - インフォコム株式会社がネットビジネス事業を分社化するための準備会社としてネットビジネス設立準備株式会社を設立
  - 10月 - インフォコム株式会社のネットビジネス事業を分社化し、株式会社アムタスを設立[4][5]
  - 11月 - 電子書籍配信サービス「ekubostore」オープン[6]（2023年1月サービス終了）。
- 2014年
  - 3月 - 食品EC事業を手掛ける株式会社ドゥマンを連結子会社化[7]
  - アパレルEC事業を株式会社ドゥマンへ譲渡し、連結子会社株式会社イー・ビー・エスを清算結了[8]。
- 2015年
  - 2月 - 廈門優萊柏網絡科技有限公司と電子書籍事業で業務提携。
  - 7月 - 海外向け電子書籍の取次事業を開始。
  - ソーシャルゲーム事業の見直しにより、連結子会社株式会社イストピカを清算結了[9]。
- 2016年 - 株式会社Bevyを持分法適用関連会社化（2022年3月期全株式を売却[10]）。
- 2017年
  - 3月 - 子会社ドゥマンが「濃厚ミルクシューアイス プレミアムバニラ」の販売を開始[11]。
  - 3月 - めちゃコミの決済手段として「Yahoo!ウォレット」を追加
  - 4月 - 「めちゃコミック」がiPad/Androidタブレットに対応[12]。
  - 11月 - アミューズメントメディア総合学院と共同でオリジナルの電子コミック制作を開始[13]。
  - 11月 - めちゃコミの決済手段として「Amazon Pay」を追加。
  - 11月 - 株式会社集英社との協業企画の一環として、グランドジャンプ増刊号「グランドジャンプめちゃ」を発売[14]。
  - 12月 - アムタスオリジナルコミックを北米で配信開始[15]。
  - 12月 - 「めちゃコミック」がパソコンに対応[16]。
- 2018年
  - 4月 - 電子書店5社が発起人となり、「日本電子書店連合」を発足[17]。
- 2019年
  - 4月 - 東京ヤクルトスワローズとスポンサー契約を締結[18]
  - 5月 - 株式取得により韓国のPeanutoon, Inc.（ピーナトゥーン）を子会社化[19]
  - 7月 - iOS/Androidアプリ「めちゃコミックの毎日連載マンガアプリ」を提供開始[20]
  - 7月 - 株式会社パピレスとの共同出資によりアルド・エージェンシー・グローバル株式会社を設立[21]
- 2020年
  - 1月 - 連結子会社株式会社ドゥマンを清算結了[22]
  - 2月 - FC東京とクラブスポンサー契約を締結[23]
  - 12月 - めちゃコミックオリジナル原作のTVドラマ『年の差婚』がMBS/TBSドラマイズム枠にて放送
- 2021年
  - 7月 - 株式会社Link-Uとの共同出資により株式会社アムリンクを設立[24]
  - 11月 - 漫画投稿サイト「めちゃコミック クリエイターズ」を提供開始
  - 11月 - オフィスを東京都港区赤坂に移転
- 2022年
  - 4月 - 親会社インフォコム株式会社が東京証券取引所の市場区分の見直しにより市場第一部からプライム市場へ移行
  - 8月 - 株式会社ツインエンジンと資本業務提携[25]
- 2023年
  - 1月 - 米国向け電子コミックアプリ「Comicle」を提供開始[26]
  - 11月 - and factory株式会社との「めちゃコミックの毎日連載マンガアプリ」に関する業務提携契約（2019年10月11日締結）を解消[27]
  - 12月 - Webtoon作家のファンコミュニティ・プラットフォーム「SHOULDER」を運営するBeRapt（ビーラプト）と資本業務提携
- 2024年
  - 1月 - Webtoon制作のCRACK Entertainmentと資本業務提携
  - 5月 - ブラックストーン・グループ傘下のビー・エックス・ジェイ・シー・ワン・ホールディング株式会社がビー・エックス・ジェイ・シー・ツー・ホールディング株式会社を設立
  - 7月 - ビー・エックス・ジェイ・シー・ツー・ホールディング株式会社が株式公開買付け（TOB）を実施し、インフォコム株式会社の議決権所有割合ベースで33.10%の株式を取得
  - 10月 - ビー・エックス・ジェイ・シー・ツー・ホールディング株式会社が、帝人株式会社からインフォコム株式会社の全株式を取得し、インフォコムホールディングス株式会社に商号変更。
- 2025年
  - 2月 - Peanutoon, Inc.のウェブトゥーンプラットフォーム「Peanutoon（ピーナトゥーン）」サービス終了[28]
  - 2月 - 株式取得により株式会社エブリスタを子会社化[29]
  - 3月 - アルド・エージェンシー・グローバル株式会社に関する合弁契約及び業務提携を解消し、株式会社パピレスにアルド・エージェンシー・グローバル株式会社の持分株式を譲渡[30]
  - 7月 - 株式会社アムリンクを吸収合併[31]
  - 7月 - インフォコム株式会社の日鉄ソリューションズの完全子会社化に伴い、親会社がインフォコムホールディングス（旧：ビー・エックス・ジェイ・シー・ツー・ホールディング、現：アムタス）となる[32][33]。株式会社アムタスがインフォコムホールディングス株式会社に吸収合併され、インフォコムホールディングス株式会社が株式会社アムタス（二代目）に商号変更[34]。

## 電子書籍配信事業
- めちゃコミック（通称めちゃコミ）
スマートフォンとタブレット、パソコンのマルチデバイス対応するコミック中心の電子書籍配信サイト。
「タップ読み（コマ読み）」「縦スクロール読み」「ページ読み」に対応したコミックの配信している。
2006年11月インフォコム株式会社がフィーチャーフォン向け電子書籍配信サービスとして開始[35]。2011年11月Androidスマートフォン向けWebブラウザ版を開始[36]。2012年6月Webブラウザ版がiPhone端末への対応を開始[37]。2017年4月iPad/Androidタブレット端末への対応を開始[12]。2017年12月パソコン端末への対応を開始[16]。2019年7月iOS/Androidアプリ「めちゃコミックの毎日連載マンガアプリ（アプリ版めちゃコミック）」を開始[38]。
- めちゃコミック クリエイターズ（通称めちゃクリ）
漫画投稿サービス。
めちゃコミックでの商業化デビューを目指す月例賞・コンテストが開催されている。
投稿者の漫画投稿活動の支援を目的として投稿作品に広告を表示して収益化するサービスを提供している[39]。

## オリジナルコミック事業
- アムコミ（めちゃコミックオリジナル）
  - comic fizzy(めちゃコミック編集部)
  - 女の子のヒミツ（シュークリームとの共同レーベル）
  - Comic miw（秋水社との共同レーベル）
  - G☆Girls（銀杏社との共同レーベル）
  - まんが職人スタジオ（デジタル職人との共同レーベル）
  - コイハナ
  - リリィベル
  - 毒女comic
  - COMICホリデイ（キリックとの共同レーベル）
  - A-LIPS（暁NEXTとの共同レーベル）
  - Comic☆Pecora
  - バニラブmint（リブレとの共同レーベル）
  - comicハルカゼ
  - マンガリータ（まんがたりとの共同レーベル）
  - mono comic
  - マンガテッペン
  - Runway
  - エスカル
  - COLORTooN
  - コミックほげっと（サイドランチとの共同レーベル[40]）
  - コミック・サフィール
  - コミックBEAN（スポマとの共同レーベル[41]）
  - AROUND comics
  - コミックラビリンス
  - COMICソイヤ！（キリックとの共同レーベル）
  - コミックBravo!
  - BUZZ COMIC
  - KTcomic
  - NMF21

## 終了したサービス
- ekubostore - ページビュー形式、マルチデバイス対応の電子書籍配信サイト。2013年11月サービス開始、2023年1月サービス終了
- めちゃメロ - スマートフォン・携帯電話向けの着信メロディ配信サイト。携帯電話向けに2000年9月サービス開始。スマートフォン向けは、めちゃミュージックとして2012年6月サービス開始し、2018年4月1日に現サービス名に変更。
- 女性の悩みクリニック -  女性を総合的にサポートする健康情報配信サイト。2008年12月サービス開始。
- 美女テク ズルい美活塾 -  30～40代の女性向け美容恋愛情報サイト。2013年6月サービス開始。
- Lopicca（ロピカ） -  プリクラ写真アプリ
- Comicle（コミクル） -  米国向け電子コミックアプリ